# Hrušovany nad Jevišovkou (zámek)
Klasicistní zámek v Hrušovanech nad Jevišovkou na Znojemsku pochází pravděpodobně ze 60. let 17. století, kdy jej nechal vybudovat šlechtický rod Althannů. Zámecký areál je chráněn jako kulturní památka. Zároveň je veden na seznamu ohrožených památek.

## Historie
Hrušovanský zámek dal zřejmě na místě starší tvrze po roce 1669 vystavět hrabě Michal Adolf z Althanu. Zámek byl původně barokní, současnou klasicistní podobu získal přestavbou v roce 1804. Na konci 19. století bydleli majitelé hrušovanského panství v blízkém Eminu zámku.
Roku 1921 zde náhle zemřel významný český historik umění Max Dvořák 
V roce 1945 byla v Hrušovanech místo Správy státních statků zřízena Vrchní správa Státních statků s podřízenými prvoinstančními správami Státního statku Hrušovany (2 dvory a strojní dílny v Hrušovanech), Státního statku Hevlín (3 dvory) a Státního statku Janov (6 dvorů a lihovar). V roce 1949 byl zřízen národní podnik Státní statek Hrušovany a zámek využívala rota pohraniční stráže. V padesátých letech byla v Hrušovanech zřízena Strojní traktorová stanice, která byla v roce 1960 sloučena s STS ve Znojmě a Oblekovicích do jednoho národního podniku STS Znojmo - Oblekovice. Státní statek Hrušovany nad Jevišovkou (1949 - 1961) a Státní statek Miroslav byly v roce 1978 sloučeny do Státního statku Znojmo.
Od roku 1986 zůstal zámek prázdný a chátral. V roce 2000 jej koupilo město Hrušovany; v roce 2010 pak firma Orgoluso. Nezaplatila však kupní cenu 2,5 milionu korun, a město proto později od smlouvy odstoupilo. Soudním rozhodnutím zámek zůstal městu, které se jej od té doby pokusilo několikrát neúspěšně prodat.
Od roku 2017 funguje Spolek pro hrušovanský zámek, který se zabývá variantami oprav a budoucího možného využití zámeckých prostor. Také na zámku občasně pořádá kulturní akce.